# Kurt E. Koch
Kurt Emil Koch (* 16. November 1913 in Berghausen; † 25. Januar 1987) war ein deutscher evangelischer Theologe und Publizist. Bekannt wurde er vor allem durch seine zahlreichen Publikationen zum Thema Okkultismus, die in 90 Sprachen übersetzt wurden.

## Leben
Kurt E. Koch erlebte mit 17 Jahren eine Hinwendung zum christlichen Glauben. Er studierte Evangelischen Theologie und einige Semester Medizin und Psychologie. Nach dem Studium und dem Zweiten Weltkrieg promovierte er an der Eberhard Karls Universität Tübingen zum Doktor der Theologie. Er wurde Pfarrer im Dienst der Badischen Landeskirche für 22 Jahre. Seine Aufgaben waren vorwiegend die Jugendarbeit und Evangelisation.
1949 gründete er eine Bibel- und Schriftenmission mit dem Ziel, die Bibel in verschiedenen Sprachen und evangelistische Schriften weltweit unentgeltlich zu verbreiten. Die Mission existiert auch im 21. Jahrhundert als eingetragener Verein in Schwäbisch Gmünd-Lindach unter dem Dach der KSB. In den nachfolgenden Jahren führte ihn sein evangelistischer Reisedienst und seine Publikationen in über 100 Ländern mit Vorträgen an Universitäten, Seminaren, Bibelschulen und vielen Kirchen auf allen Kontinenten. Etwa 20.000 Menschen nahmen seine seelsorgerlichen Dienste in Anspruch.

## Schriftstellerische Tätigkeit und Theologie
Die Hauptthemen seiner Arbeit und Bücher waren die persönliche Lebensentscheidung für Jesus Christus, die Erfahrung von Sündenvergebung durch Gott, seelsorgerliche Hilfe für okkult Belastete, Aufklärung über schwarmgeistige Bewegungen, die verschiedenen Missions- und Erweckungsgebiete der Erde, das Wirken des Heiligen Geistes sowie die Wiederkunft Jesu.
Kurt E. Koch verfasste mehr als 70 Bücher, die in 90 Sprachen übersetzt wurden. Einige davon veröffentlichte er unter folgenden Pseudonymen: Klaus Becker, Carol Cornea, Peter Diestel, Kasimir Kucharski, Marc Marot, René Monod.
Koch war von der Existenz von Zauberei überzeugt und sah gute und schlechte Mächte auf der Erde um die Vorherrschaft ringen.

## Ehrungen
Kurt E. Koch erhielt für seine Veröffentlichungen internationale Buchpreise:
- 1966 in USA für den übersetzten Titel Between Christ and Satan.
- 1984 in Antwerpen für das Buch Seelsorge und Okkultismus.
- 1985 in Luxemburg für das Werk Okkultes ABC.

## Veröffentlichungen (Auswahl)
- Jesus heilt, Evangelisationsverlag, 5. Auflage 1962.
- Heinrich Coerper und sein Werk, Verlag der Liebenzeller Mission, Bad Liebenzell/Württemberg 1964.
- Okkultes ABC, Bibel- und Schriftenmission Dr. Kurt E. Koch e. V., 4. Auflage 1996.
- Gott unter den Zulus. Herold-Verlag, Frankfurt am Main 1979.
- Aus meinem Leben, The Association for Christian Evangelism, Laval, Québec, um 1980.
- Licht am Abend, Mission Kwa Sizabantu, Natal, und Brunnen Verlag, Basel 1981.
- Seelsorge und Okkultismus. 26. Auflage, Brunnen-Verlag, Basel/Gießen 1985, ISBN 3-924293-18-X (englische Übersetzung: Christian Counselling and Occultism).
- Besessenheit und Exorzismus. 1. Auflage, Bibel- und Schriftenmission, 1992, ISBN 978-0-88981-028-0.